# المصرية للغاز الطبيعي المسال
المصرية للغاز الطبيعي المسال أو (بالإنجليزية: ELNG - Egyptian Liquefied Natural Gas Co)‏ هي إحدى شركات قطاع البترول المصري, والتي تأسست وفقا لأحكام قانون ضمانات وحوافز الإستثمار رقم 8 لسنة 1997 كشركة مساهمة تعد الشراكة الأكبر في مصر في مجال الغاز الطبيعي المسال بإستثمارات أجنبية تصل إلى ملياري دولار أمريكي

## نشاط الشركة
نجحت الشركة بصفتها المشغل الأكبر العامل في مجال الغاز الطبيعي المسال في مصر في وضع مصر كأحد المصدرين الجدد للغاز الطبيعي المسال في منطقة البحر الأبيض المتوسط ومحتلة بذلك المركز الثالث عشر عالميا بين مصدري الغاز الطبيعي المسال
تعتبر الشركة أحد أضلع مشروع اسالة الغاز الطبيعي على ساحل البحر المتوسط, عبر امتلاكها للأرض والمرافق والتسهيلات المشتركة التي يقام عليها المشروع، وذلك بشراكة شركة أوبكو - المصرية لتشغيل مشروعات إسالة الغاز الطبيعي، التي تدير بدروها شركتي :
- البحيرة لإسالة الغاز الطبيعي
- إدكو لإسالة الغاز الطبيعي

والتي ينتظر أن يضاف إلى تبعيتها أربع شركات خطوط إسالة أخرى، كما هو مخطط للتوسعات المستقبلية للمشروع

## المساهمين
يساهم في رأسمال الشركة كل من:-
- الهيئة المصرية العامة للبترول : 12%
- إيجاس - المصرية القابضة للغازات الطبيعية : 12%
- البريطانية للغاز : 35.5%
- بتروناس الماليزية : 35.5%
- الفرنسية للغاز : 5%